# مارسيلينو لوكتشي
مارسيلينو لوكتشي  (بالإيطالية: Marcellino Lucchi)‏ هو متسابق دراجات نارية إيطالي. نافس في سباقات بطولة العالم لفئة 500 سي سي ولفئة 250 سي سي ولفئة 50 سي سي.

## روابط خارجية
- مارسيلينو لوكتشي على موقع MotoGP.com (الإنجليزية)